# Vampir-Effekt
Der Begriff Vampir-Effekt bezeichnet in der Werbung den ungewollten Umstand des Aufmerksamkeitsverlustes vom eigentlich beworbenen Produkt durch Ablenkungs- und Nebeneffekte der Werbung, zum Beispiel durch Einsatz von Humor, Sex (im Sinne von „Sex sells“) oder Testimonials (insbesondere bekannte Persönlichkeiten). Dieser Effekt kann auch bei stark emotionalen Motiven auftreten. Man spricht hierbei auch von Überaktivierung.
Dem Markenstrategen Karsten Kilian zufolge lässt sich der Vampir-Effekt definieren als „aufmerksamkeitsabsorbierende Wirkung bestimmter Bestandteile der Markenkommunikation, zum Beispiel Sex, Humor oder Angst. Einem Blutsauger gleich ziehen sie einen Großteil der Aufmerksamkeit des Betrachters auf sich. Das Gleiche gilt häufig beim Einsatz bekannter Persönlichkeiten. [...] Immer dann, wenn ein aufmerksamkeitsstarker Reiz für die Markenbotschaft irrelevant oder von untergeordneter Bedeutung ist, kommt es zu einer Ablenkungswirkung, dem sogenannten Vampireffekt“.
Obwohl amerikanische Untersuchungen der 1960er Jahre gezeigt haben, dass eine leichte Ablenkung zu erhöhter Werbewirkung führen kann (Verminderung der Reaktanz), wurde in einer neueren Studie ermittelt, dass bei sehr starker Ablenkung deutlich weniger Werbewirkung erzielt wird, als wenn überhaupt keine ablenkenden Effekte eingesetzt werden.

## Beispiele
Die Musik von Simon and Garfunkel und der Star Dustin Hoffman ziehen in einem Spot von Audi aus dem Jahr 2004 zwar Sympathie auf sich, die Aufmerksamkeit jedoch von der eigentlich zu bewerbenden Automarke ab. In ähnlicher Weise kann sich ein Zuschauer möglicherweise noch gut an einen Werbespot mit Anke Engelke erinnern, weiß aber partout nicht mehr, für welche Versicherungsmarke sie eigentlich Werbung gemacht hat.